# Maunujärvi (Gällivare socken, Lappland)
Maunujärvi är en sjö i Gällivare kommun i Lappland och ingår i Kalixälvens huvudavrinningsområde. Sjön har en area på 0,183 kvadratkilometer och ligger 374 meter över havet.

## Delavrinningsområde
Maunujärvi ingår i det delavrinningsområde (747752-176799) som SMHI kallar för Ovan Vuomajoki. Medelhöjden är 363 meter över havet och ytan är 29,17 kvadratkilometer. Det finns inga avrinningsområden uppströms utan avrinningsområdet är högsta punkten. Narkån (Narkausjoki) som avvattnar avrinningsområdet har biflödesordning 2, vilket innebär att vattnet flödar genom totalt 2 vattendrag innan det når havet efter 211 kilometer. Avrinningsområdet består mestadels av skog (75 procent) och sankmarker (22 procent). Avrinningsområdet har 0,26 kvadratkilometer vattenytor vilket ger det en sjöprocent på 0,9 procent.